# Matt Leinart
Matthew Stephen "Matt" Leinart (født 11. maj 1983 i Santa Ana, Californien, USA) er en amerikansk footballspiller (quarterback), der pt. er free agent. Han har tidligere spillet en årrække i NFL, hvor han har repræsenteret Arizona Cardinals, Houston Texans og Oakland Raiders.

## Klubber
- Arizona Cardinals (2006–2009)
- Houston Texans (2010–2011)
- Oakland Raiders (2012)